# فيلا كوتي
كان فيلا أنيكولابو كوتي (من 15 من أكتوبر 1938م حتى 2 من أغسطس 1997م) عازفًا نيجيريًا لعدة آلات موسيقية ومؤلفًا، كما كان رائدًا في موسيقى آفروبيت، كما كان ناشطًا في مجال حقوق الإنسان وسياسيًا مستقلاً.

## الموسيقى
كان يطلق على الموسيقى التي قدمها فيلا كوتي اسم آفروبيت، وهي عبارة عن مزيج من موسيقى الجاز والفانك وموسيقى هاي لايف الغانيّة والنيجيرية وموسيقى سايكيديلك روك، بالإضافة إلى الأناشيد والإيقاعات التقليدية لإفريقيا الغربية. كما أن موسيقى الآفروبيت قد استعارت الكثير من نمط النقر الإفريقي «تينكر بان»، والذي اكتسبه كوتي أثناء فترة دراسته في غانا مع هيو ماسيكيلا اعتمادًا على الأصوات الغريبة المستخدمة في تلك المنطقة. ولا يمكن تجاهل أهمية إسهام توني ألين (قارع طبول فيلا لمدة 20 عامًا) في ابتكار موسيقى الآفروبيت. فلقد صرح فيلا ذات مرة علانيةً أنه «لولا توني ألين، ما كانت موسيقى الآفروبيت».
كذلك، تتميز موسيقى آفروبيت بضرورة وجود فرقة كبيرة إلى حدٍ ما ذات آلات متعددة ووتريات وتركيبة موسيقية تضم موسيقى الجاز والفانك، حيث يستخدم «النقير المستمر»، وهو عبارة عن إيقاع يتكون أساسًا من الطبول، والشيكيري (آلة إفريقية)، والقيثارة الإفريقية الغربيّة ذات الصوت المكتوم، وتستخدم أيضًا نغمات القيثارة اللحنية عالية الصوت بشكل متكرر أثناء الأغنية. وعادةً تُقدم الإيقاعات والنغمات اللحنية المتشابكة واحدةً تلو الأخرى، مكونة بذلك النقير خطوة خطوة، وطبقة طبقة ليصبح تعقدًا لحنيًا رائعًا ذا إيقاع متنوع. ويأتي بعد ذلك دور الآلات الهوائية، والتي تُصدر النغمات والألحان الرئيسة الأخرى.
وقد كان لفرقة فيلا سمةً مميزة؛ حيث كانت تستخدم آلتين من ساكسفون باريتون، بينما تستخدم المجموعات الأخرى آلةً واحدةً فقط من هذا النوع. وتعد هذه تقنية شائعة في أنماط الموسيقى الإفريقية، كما نراها في موسيقى الفانك والهيب هوب. وأحيانًا كانت فرق فيلا تقدم عروضًا لاثنين من عازفي آلات الجهير في نفس الوقت لعزف إيقاعات وألحان متداخلة. وغالبًا ما يكون هناك اثنان أو أكثر من عازفي الجيتار. إن استخدام نمط الجيتار الكهربائي في إفريقيا الغربية يُعد شرطًا رئيسًا في فرق آفروبيت، ولكنها تستخدم لعزف البنية الأساسية، أو مقطوعة لحنية ووترية متكررة، أو نغمة الجاز المتكررة أو النقير.
كما أن بعض العناصر الموجودة في موسيقى فيلا تكون من نوع النداء والاستجابة من خلال الجوقة بكلمات بسيطة ولكن رمزية. كما أن أغنيات فيلا طويلة للغاية، على الأقل من 10 إلى 15 دقيقة، ويصل الكثير منها إلى 20 أو 30 دقيقة، بينما تستغرق المسارات الموسيقية غير المنشورة أكثر من 45 دقيقة عند تقديمها. وقد كان هذا سببًا من ضمن أسباب عديدة لعدم وصول موسيقى فيلا لشهرةٍ عالية خارج إفريقيا. وعادةً ما يحتوي كل وجه من شرائط تسجيل فيلا الطويلة على مسارٍ موسيقي يستغرق 30 دقيقة. كما يوجد غالبًا «مقدمة موسيقية» في الأغنية قد تستغرق من 10 إلى 15 دقيقة، قبل بدء فيلا بغناء المقطع الرئيس.
كما يتغنى الكثير بأغنيات فيلا باللغة النيجيرية البسيطة، على الرغم من أنه قدم القليل منها بلغة يوروبا. إن الآلات الأساسية بالنسبة لفيلا هي الساكسفون والبيانو، ولكنه عزف أيضًا على البوق والجيتار الكهربائي والدرامز في العزف المنفرد. وقد رفض فيلا أداء أغنياته مرة ثانية بعد أن سجلها بالفعل، مما عرقل شهرته أيضًا خارج إفريقيا.
كما عُرِفَ فيلا باستعراضه المسرحي، كما أن حفلاته عادةً ما تكون غير مألوفة وشاذة. حيث أطلق على أدائه على المسرح لعبة الأنفاق الروحية (the Underground Spiritual Game). وقد حاول فيلا تمثيل فيلم ولكنه فقد كل الخامات في حريق دبرته الحكومة العسكرية الحاكمة آنذاك بمنزله. فقد كان كوتي يرى أنه يجب أن يكون للفن، وبالتالي الموسيقى الخاصة به، مغزى سياسي.

## وصلات خارجية
- فيلا كوتي على موقع IMDb (الإنجليزية)
- فيلا كوتي على موقع الموسوعة البريطانية (الإنجليزية)
- فيلا كوتي على موقع ميوزك برينز (الإنجليزية)
- فيلا كوتي على موقع أول موفي (الإنجليزية)
- فيلا كوتي على موقع قاعدة بيانات برودواي على الإنترنت (الإنجليزية)
- فيلا كوتي على موقع إن إن دي بي (الإنجليزية)
- فيلا كوتي على موقع أول ميوزيك (الإنجليزية)
- فيلا كوتي على موقع ديسكوغز (الإنجليزية)
- فيلا كوتي على موقع قاعدة بيانات الفيلم (الإنجليزية)
- فيلا كوتي على موقع كينوبويسك (الروسية)

- الموقع الرسمي
- 'He was in a godlike state' - Guardian feature by Alex Hannaford, 25 July 2007.
- The Shrine Unموقع رسمي for Fela Kuti and Afrobeat Music with news, bio's, tour dates, gig reviews, interviews, and lyrics.
- Fela Kuti article from the New Official Ginger Baker Archive and Drummers forum launched by the Baker family September 2010
- Fela Kuti biography at World Music Central, includes biography, discography and bibliography